# Sonora Pass
De Sonora Pass is een 2.933 meter hoge bergpas in de Sierra Nevada in de Amerikaanse staat Californië. State Route 108 steekt de pas over en het Pacific Crest Trail kruist ze. Het is de op een na hoogste pas van de Sierra Nevada waar een weg over gaat. De Sonora Pass ligt op de grens van Alpine County, Mono County en Tuolumne County en op de grens van Stanislaus National Forest en Humboldt-Toiyabe National Forest.